# Anakreon

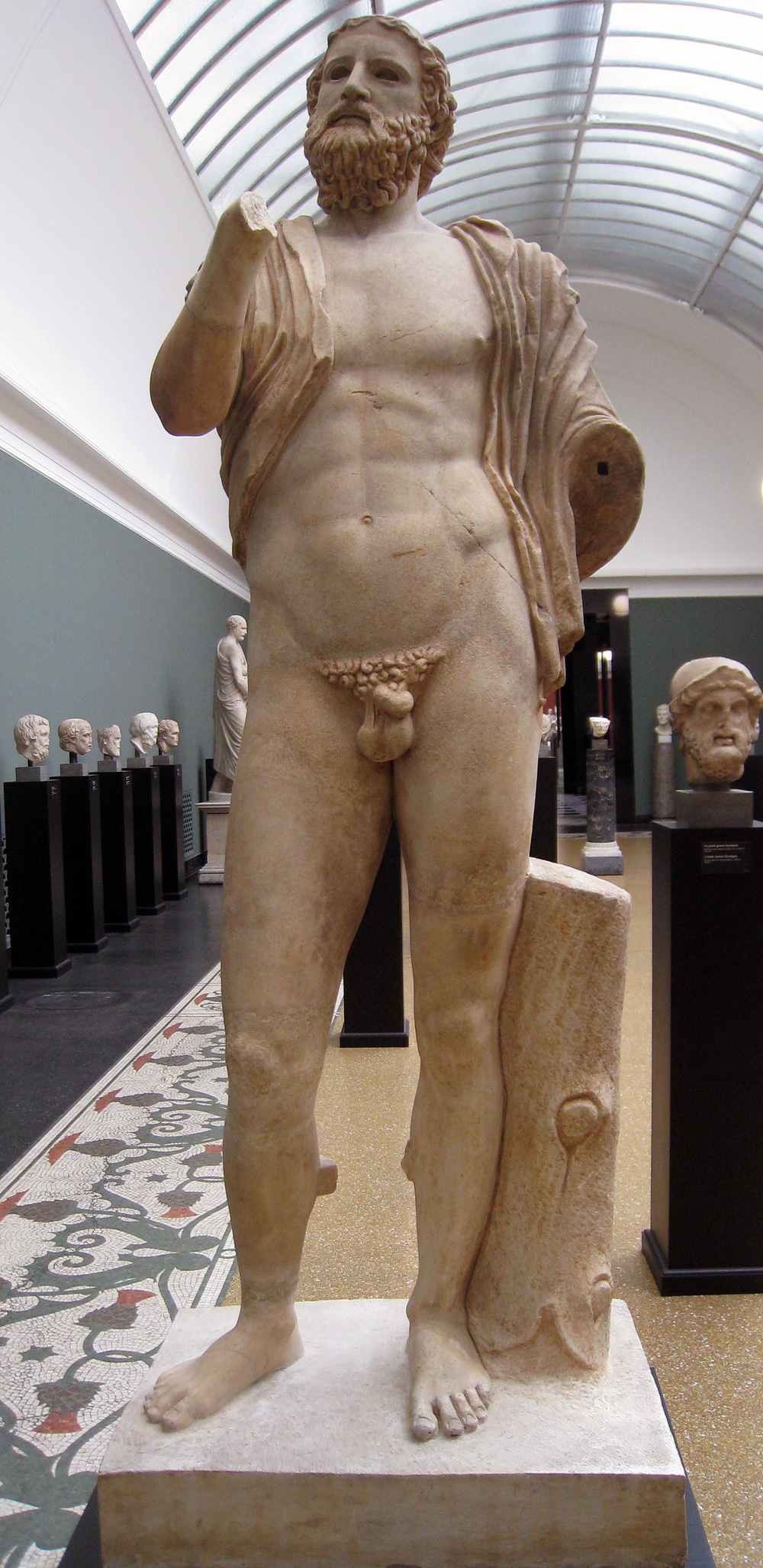
Marmorstatue Anakreons vom Monte Calvo, Italien, 2. Jahrhundert

Anakreon (griechisch Ἀνακρέων Anakréōn; * um 575/570 v. Chr. in Teos in Ionien, heute Sıgacık in der Türkei; † 495 v. Chr. in Athen) war ein griechischer Lyriker, der zum Kanon der neun Lyriker gezählt wird.

## Leben
Anakreon wurde in der ionischen Stadt Teos geboren, deren Einwohner um 540 v. Chr. vor der drohenden persischen Herrschaft ins thrakische Abdera übersiedelten. Auch Anakreon emigrierte dorthin, als die Perser seine Heimat unterwarfen.
Sein unstetes Leben führte ihn schließlich an den Hof des Tyrannen von Samos, Polykrates. Hier wurde er hoch geehrt und verbrachte als angesehener Hofdichter den größten Teil seines Lebens. Nach dem Tod des Polykrates 522 v. Chr. ging er an mehrere andere Fürstenhöfe wie zum Tyrannen Hipparchos nach Athen, der ihn zu sich rief.
Von Anakreons Leben nach dem Sturz der Peisistratiden-Tyrannis in Athen weiß man nichts Sicheres. Der athenische Feldherr Xanthippos, Sieger in der Seeschlacht bei Mykale, soll sein Freund gewesen sein.
Der Legende nach starb er im Alter von 85 Jahren, nachdem er sich an einer Weinbeere verschluckt hatte.

## Werke
Liebe, Wein und heitere Geselligkeit waren die Hauptthemen seiner im weichen ionischen Dialekt verfassten Lieder, die durch ihre Schönheit und Anmut bekannt waren. Als Lyriker besang er die Liebe, den Wein und die Rosen in anmutigen, leichten Versen, die zahlreiche Nachahmer fanden (siehe Anakreontik). Anakreon beschrieb die erotischen Gefühle als Ausdruck der Seele.
Von seinen Gedichten sind nur drei vollständig und einige fragmentarisch erhalten. Bis weit ins 19. Jahrhundert hinein bezieht sich die Anakreon-Rezeption vor allem auf die ungefähr 60 in späterer Zeit entstandenen Gedichte der Anakreonteia (lateinisch Carmina Anacreontea), die ebenfalls als Werke des archaischen Dichters selbst galten.

## Ikonographie
Die Ny Carlsberg Glyptotek in Kopenhagen beherbergt eine antike Statue des Anakreon (1835 in Monte Calvo gefunden und 1891 aus der Sammlung Borghese erworben).

## Rezeption
Auf der Akropolis in Athen stand seine Bildsäule neben einer Statue seines Freundes Xanthippos, die ihn als einen vom Wein seligen, greisen Sänger darstellte, wie er überhaupt bei den Griechen als Typus eines noch im Alter dem Wein und der Liebe huldigenden Dichters galt.
Anakreons Lyrik (einschließlich der Anakreonteia aus späterer Zeit) erfreute sich nach ihrer Wiederentdeckung im 18. Jahrhundert großer Beliebtheit. Theodor Bergk, Johann Wilhelm Ludwig Gleim, Eduard Mörike, Karl Wilhelm Ramler, Johann Peter Uz und andere übersetzten Gedichte Anakreons. Mit Nachahmungen dieser Art von Lyrik aus verschiedener, zum Teil später Zeit und von verschiedenem Wert bereiten neben Bergk auch Friedrich Mehldorn und Valentin Rose der Anakreontik den Weg.
Die Melodie der Nationalhymne der USA stammt aus einem populären englischen Trinklied um 1800 von John Stafford Smith (To Anacreon in Heaven), das einst der Nationalhymne Luxemburgs unterlegt und das Clublied der von 1772 bis 1792 bestehenden Anacreontic Society in London war.
1990 wurde der Asteroid (2339) Anacreon nach ihm benannt.

## Ausgaben und Übersetzungen
Ausgaben und Übersetzungen aus unterschiedlichen Zeiten sind wegen unterschiedlicher Anordnung (Reihenfolge) der Gedichte nur schwer nebeneinander zu benutzen. Manche geben daher zusätzlich auch abweichende Nummerierungen an oder enthalten im Anhang Konkordanztabellen.
- Anakreon und die sogenannten Anakreontischen Lieder. Revision und Ergänzung der J. Fr. Degen’schen Übersetzung mit Erklärungen von Eduard Mörike. Krais & Hoffmann, Stuttgart 1864, S. 29–50 (archive.org – 56 Gedichte/Fragmente einschließlich 16 Epigramme. Mörike ist einer der ersten deutschen Übersetzer, die zwischen Anakreon und den späteren Carmina Anacreontea klar unterscheiden. Auch heute noch gut lesbar).
 Später aufgenommen in die Reihe: Langenscheidtsche Bibliothek sämtlicher griechischen und römischen Klassiker in neueren deutschen Muster-Übersetzungen. Band 3. Langenscheidtsche Verlagsbuchhandlung, Berlin (digitale-sammlungen.de). – Neuausgaben (Auswahl):
  - Eduard Mörike: Sämtliche Gedichte. Übersetzungen. Auf Grund der Originaldrucke herausgegeben von Herbert G. Göpfert. Nachwort von Georg Britting. Carl Hanser Verlag, München 1964. – Taschenbuchausgabe ohne das Nachwort: Deutscher Taschenbuch Verlag, München 1975, ISBN 3-446-11665-6, S. 574–581.
  - Eduard Mörike: Trinkend rühr’ ich gern die Leier. Lieder vom Wein und von der Liebe des frühgriechischen Dichters Anakreon. Offizin der goldenen Kanne, Weilrod 2004.
- John Maxwell Edmonds: Lyra Graeca, being the remains of all the Greek lyric poets from Eumelus to Timotheus excepting Pindar. Newly edited and translated by J. M. Edmonds. In three volumes. Band 2 (= Loeb Classical Library). William Heinemann/G. P. Putnam’s Sons, London/New York 1924, Anacreon, S. 120–221, 434–438 (altgriechisch, englisch, archive.org – Enthält 169 Fragmente. Ist wegen der seither bekannt gewordenen Papyri veraltet, aber für den ersten Eindruck noch immer praktisch).
- Giovanna A. Braghetti: Anakreon. Edition und Kommentar. Dissertation, Universität Freiburg 1994 (online, PDF-Version der Microfiche-Publikation des Typoskripts, S. 11 und 268 fehlen. Ca. 100 Fragmente in der Reihenfolge der Ausgabe von Bruno Gentili, jeweils mit deutscher Übersetzung.).
- Hans Bernsdorff: Anacreon of Teos: Testimonia and fragments. 2 Bände, Oxford University Press, Oxford/New York 2020, ISBN 978-0-19-886048-8.